# Guernsey (Wyoming)
Pour les articles homonymes, voir Guernsey.
La ville de Guernsey est située dans le comté de Platte, dans l’État du Wyoming, aux États-Unis. Sa population s’élevait à 1 147 habitants lors du recensement de 2010, estimée à 1 171 habitants en 2016.

## Source
- (en) Cet article est partiellement ou en totalité issu de l’article de Wikipédia en anglais intitulé « Guernsey, Wyoming » (voir la liste des auteurs).